# Grégoire Halberstadt
Grégoire Halberstadt (ur. 26 listopada 1873, zm. po 1937) – francuski lekarz psychiatra, dyrektor zakładu psychiatrycznego Saint-Venant w Pas-de-Calais. Tytuł doktora medycyny otrzymał w 1906 roku w Paryżu. Zakładem Saint-Venant kierował do grudnia 1936 roku. Był autorem licznych prac dotyczących psychopatologii schizofrenii.

## Wybrane prace
- La folie par la contagion mentale. Paris, 1906
- La céphalalgie dans la démence précoce. Revue Neurologique 16, 1090–1093, 1909
- Phénomènes hystériformes au début de la démence précoce. Revue Neurologique 17, 161–167, 1910
- Contribution à l'étude des psychoses hystérodégénératives. Revue de Psychiatrie 14, 284–292, 1911
- Evaluation du temps chez les aliénés. Journal de psychologie normale et pathologique 19, 262–265, 1922
- De quelques travaux récents sur les hallucinations. Paris méd. 45, 352–357, 1922
- Le syndrome d'illusion des sosies. Journal de psychologie normale et pathologique 20, 728–733, 1923
- La démence paranoide. Etude nosologique. Annales médico-psychologiques 82, 297, 1924
- La schizophrénie tardive. Encéphale 20, 655–662, 1925
- La démence précoce mélancolique. Revue Neurologique, 1925
- Etude clinique de la démence mélancolique présénile. Annales médico-psychologiques 88, 409–425, 1930
- Un cas atypique de psychose présénile. Encéphale, 1931
- Les psychoses préséniles. Encéphale, 1931